# キャロライン・ラフキン
キャロライン（Caroline、1981年1月9日 - ）は、日本出身のエレクトロニカアーティスト・シンガーソングライター。本名はCaroline Lufkin（キャロライン・ラフキン）。沖縄県出身。ポストロックバンドマイス・パレードの現メンバーでもある。
姉はシンガーソングライターのOLIVIA。
父親がアメリカ人で母親が日本人。

## 略歴
- 2003年、ボストンにあるバークリー音楽大学を卒業し、日本に移住。
- 2005年、1stシングル『Where's My Love?』を発売。
- 2006年、1stアルバム『Murmurs』発売。

## ディスコグラフィー

### アルバム
- Murmurs 2006年
- Murmurs Mixes 2008年 配信限定アルバム
- Verdugo Hills 2011年

### シングル
- Where's My Love? 2005年
- Sunrise 2006年